# Alianza Patriótica Socialista
La Alianza Patriótica Socialista (APS) fue una coalición política del Paraguay, formada por partidos marxistas de este país. 
Se creó el 17 de febrero de 2008 para las elecciones de ese mismo año, en la cual apoyaron a Fernando Lugo, como candidato a presidente. Sin embargo, presentaron sus candidatos para senadores y diputados, entre los cuales se encontraba el histórico líder del PCP, Ananías Maidana.

## Partidos que conforman la Alianza
- Partido Comunista Paraguayo (PCP)
- Partido Unidad Popular (PUP)
- Partido Convergencia Popular Socialista (PCPS)
- Conamuri